# Астерикс и викинги
«Астерикс и викинги» (фр. Astérix et les Vikings, дат. Asterix og Vikingerne) — французско-датский полнометражный мультипликационный фильм, снятый по мотивам комиксов о галльских воинах Астериксе и Обеликсе в 2006 году студией «2d3D Animations».

## Сюжет
Сюжет преимущественно вращается вокруг молодого Простопникса, по отношению к которому главные герои являются учителями.
Астерикс и Обеликс получают от своего вождя необычное задание: они должны воспитать настоящим воином его племянника, Простопникса. Юноша оказывается слабаком, пацифистом и трусом, совершенно неспособным быть воином и «настоящим мужчиной». Его больше прельщают танцы и развлечения. Он всячески увиливает от занятий, боится всего и не способен справиться даже со слабейшим противником.
Тем временем норвежские викинги грабят берега Европы, с каждым разом всё чаще обнаруживая, что их потенциальные жертвы разбегаются прежде, чем дело доходит до драки. Колдун Криптограф пытается объяснить это раздражённому вождю тем, что страх придаёт этим людям крылья и вождь воспринимает эти слова буквально, надеясь что викинги тоже смогут летать.
Экспедиция норманнов отправляется в Галлию. Криптограф надеется выгадать на своей случайной лжи: вождь обещал выдать свою дочь за того, кто найдёт «Чемпиона по Страху». Сын колдуна Олаф находит и похищает Простопникса, который кажется викингам наиболее подходящим «Чемпионом». На драккаре похитителей юноша сводит близкие отношения с дочерью вождя Аббой — той, на которую строит планы шаман. Астерикс и Обеликс, узнав о похищении воспитанника, бросаются в погоню аж до самой Норвегии. Но Простопникс доволен своим положением гостя викингов: встретивший любимую девушку, окружённый почётом, он не хочет возвращаться в Галлию, к изнурительным занятиям. Оскорблённые герои уходят.
И Криптографу, и Простопниксу теперь нужно доказать, что галл умеет летать. Колдун сбрасывает юношу с обрыва на верёвке, заставив вождя поверить в то, что «Чемпион по Страху» полетел. Теперь сын колдуна насильно тащит Аббу под венец, а Простопникса злодей сбрасывает в пропасть. Но Астерикс и Обеликс вовремя возвращаются чтобы спасти юношу и расстроить свадьбу. Простопниксу приходится раскрыть обман: он не летающий человек, а обыкновенный трус. Всё же ему удаётся изобрести средство для полётов: дельтаплан. Восхищённый вождь отдаёт за него Аббу, а дядя теперь признаёт Простопникса настоящим мужчиной.

## Роли озвучивали
(в оригинальной версии)
- Роже Карель — Астерикс
- Жак Франц — Обеликс
- Лоран Дойч — Простопникс (Goudurix)
- Пьер Пальмаде — Криптограф
- Сара Форестье — Абба